# Maltese Premier League (2009/2010)
Premier League Malti 2009/2010 (ze względów sponsorskich zwana jako BOV Premier League) – była 95. edycją najwyższej klasy rozgrywkowej piłki nożnej na Malcie.
Brało w niej udział 10 drużyn, które w okresie od 21 sierpnia 2009 do 5 maja 2010 rozegrały 28 kolejek meczów.
W związku z aferą korupcyjną liga czasowo została zawieszona od 1 września 2009.
Po odrzuceniu odwołań Vittoriosa Stars i Marsaxlokk, które wykluczono, została wznowiona 25 września 2009.
Ich miejsce zajęły Msida Saint-Joseph i Ħamrun Spartans.
Obrońcą tytułu była drużyna Hibernians.
Mistrzostwo po raz trzeci w historii zdobyła drużyna Birkirkara.

## Drużyny
| Uczestnicy poprzedniej edycji | Uczestnicy poprzedniej edycji | Uczestnicy poprzedniej edycji | Uczestnicy poprzedniej edycji |
| --- | ----------------------------- | ----------------------------- | ----------------------------- |
| HIB | Hibernians                    | Paola                         | 1                             |
| VAL | Valletta FC                   | Valletta                      | 2                             |
| BIR | Birkirkara FC                 | Birkirkara                    | 3                             |
| MRS | Marsaxlokk FC                 | Marsaxlokk                    | 4                             |
| SLI | Sliema Wanderers              | Sliema                        | 5                             |
| FLO | Floriana FC                   | Floriana                      | 6                             |
| QOR | Qormi FC                      | Qormi                         | 7                             |
| TAR | Tarxien Rainbows              | Tarxien                       | 8                             |
| MSJ | Msida Saint-Joseph            | Msida                         | 9                             |
| ĦAM | Ħamrun Spartans               | Ħamrun                        | 10                            |
| Awans z Maltese First Division |                               |                               |                               |
| DIN | Dingli Swallows               | Dingli                        | 1                             |
| VIT | Vittoriosa Stars              | Birgu                         | 2                             |
| Oznaczenia: - kolumna pierwsza – skróty nazw drużyn, - kolumna trzecia – siedziba klubu, - kolumna czwarta – miejsce zajęte w poprzednim sezonie. |                               |                               |                               |

## Format rozgrywek
Rozgrywki składały się z dwóch faz. W pierwszej drużyny grały ze sobą dwukrotnie, raz u siebie i raz na wyjeździe.
W drugiej fazie liga została podzielona na dwie grupy.
Sześć najlepszych drużyn grających o tytuł oraz miejsca startowe w międzynarodowych rozgrywkach, zaś pozostałe o pozostanie w lidze. Punkty zdobyte w fazie zasadniczej zostały podzielone z zaokrągleniem w górę.

## Faza zasadnicza
| Lp. | Drużyna            | M  | Z  | R | P  | B+ | B- | +/– | Pkt | Kwalifikacja      |  | VAL | BIR | QOR | SLI | HIB | TAR | FLO | ĦAM | MSJ | DIN |
| --- | ------------------ | -- | -- | - | -- | -- | -- | --- | --- | ----------------- |  | --- | --- | --- | --- | --- | --- | --- | --- | --- | --- |
| 1   | Valletta           | 18 | 12 | 4 | 2  | 45 | 15 | +30 | 40  | grupa mistrzowska |  |     | 1–1 | 1–0 | 1–3 | 0–1 | 2–2 | 6–0 | 4–0 | 0–0 | 4–1 |
| 2   | Birkirkara         | 18 | 12 | 3 | 3  | 40 | 18 | +22 | 39  | grupa mistrzowska |  | 1–3 |     | 2–0 | 0–1 | 2–2 | 5–1 | 0–1 | 2–1 | 4–1 | 2–0 |
| 3   | Qormi              | 18 | 11 | 2 | 5  | 37 | 22 | +15 | 35  | grupa mistrzowska |  | 0–2 | 2–5 |     | 1–0 | 3–1 | 0–2 | 6–2 | 2–0 | 3–0 | 4–0 |
| 4   | Sliema Wanderers   | 18 | 9  | 2 | 7  | 29 | 21 | +8  | 29  | grupa mistrzowska |  | 0–1 | 0–3 | 1–2 |     | 2–2 | 4–2 | 3–0 | 5–0 | 2–0 | 3–1 |
| 5   | Hibernians         | 18 | 7  | 6 | 5  | 31 | 28 | +3  | 27  | grupa mistrzowska |  | 2–4 | 2–2 | 2–2 | 0–1 |     | 0–1 | 2–3 | 4–2 | 3–0 | 2–1 |
| 6   | Tarxien Rainbows   | 18 | 7  | 5 | 6  | 30 | 29 | +1  | 26  | grupa mistrzowska |  | 2–2 | 0–2 | 1–2 | 3–1 | 1–2 |     | 2–1 | 0–1 | 3–1 | 2–1 |
| 7   | Floriana           | 18 | 6  | 5 | 7  | 23 | 35 | −12 | 23  | grupa spadkowa    |  | 0–4 | 1–2 | 1–1 | 1–1 | 1–1 | 1–1 |     | 1–1 | 4–2 | 1–2 |
| 8   | Ħamrun Spartans    | 18 | 6  | 3 | 9  | 24 | 31 | −7  | 21  | grupa spadkowa    |  | 2–3 | 0–2 | 1–2 | 3–0 | 2–2 | 2–2 | 0–1 |     | 1–0 | 3–0 |
| 9   | Msida Saint-Joseph | 18 | 3  | 2 | 13 | 12 | 34 | −22 | 11  | grupa spadkowa    |  | 0–1 | 1–2 | 0–3 | 1–0 | 0–1 | 1–1 | 1–2 | 0–2 |     | 2–1 |
| 10  | Dingli Swallows    | 18 | 1  | 0 | 17 | 13 | 51 | −38 | 3   | grupa spadkowa    |  | 0–6 | 1–3 | 1–4 | 0–2 | 1–2 | 1–4 | 0–2 | 1–3 | 1–2 |     |

## Faza finałowa
| Top Six  |                         |    |    |   |    |    |    |     |    |                                             |     |     |     |     |     |     |     |     |     |     |     |
| 1        | Birkirkara (M)          | 28 | 20 | 4 | 4  | 64 | 32 | +32 | 45 | Liga Mistrzów UEFA • I runda kwalifikacyjna |     |     | 1–0 | 2–1 | 3–1 | 1–0 | 2–1 |     |     |     |     |
| 2        | Valletta (P)            | 28 | 20 | 4 | 4  | 71 | 25 | +46 | 44 | Liga Europy UEFA • II runda kwalifikacyjna  |     | 4–2 |     | 2–0 | 3–0 | 3–0 | 2–1 |     |     |     |     |
| 3        | Sliema Wanderers (B, O) | 28 | 14 | 2 | 12 | 41 | 37 | +4  | 30 | Liga Europy UEFA • I runda kwalifikacyjna   |     | 0–3 | 2–1 |     | 0–4 | 2–0 | 3–0 |     |     |     |     |
| 4        | Qormi (B)               | 28 | 15 | 2 | 11 | 53 | 36 | +17 | 30 |                                             |     | 0–2 | 1–2 | 3–0 |     | 2–0 | 3–0 |     |     |     |     |
| 5        | Tarxien Rainbows        | 28 | 10 | 6 | 12 | 41 | 50 | −9  | 23 |                                             |     | 3–3 | 2–6 | 0–2 | 3–2 |     | 2–0 |     |     |     |     |
| 6        | Hibernians              | 28 | 8  | 6 | 14 | 40 | 51 | −11 | 17 |                                             | 4–5 | 1–3 | 1–2 | 1–0 | 0–1 |     |     |     |     |     |     |
| Play-Out |                         |    |    |   |    |    |    |     |    |                                             |     |     |     |     |     |     |     |     |     |     |     |
| 7        | Floriana                | 24 | 10 | 6 | 8  | 35 | 41 | −6  | 25 |                                             |     |     |     |     |     |     |     |     | 1–0 | 4–2 | 2–1 |
| 8        | Ħamrun Spartans         | 24 | 10 | 4 | 10 | 41 | 39 | +2  | 24 |                                             |     |     |     |     |     |     | 2–1 |     | 2–1 | 2–2 |     |
| 9        | Dingli Swallows (S)     | 24 | 2  | 0 | 22 | 23 | 71 | −48 | 5  | Spadek do Maltese First Division            |     |     |     |     |     |     |     | 0–3 | 0–6 |     | 5–2 |
| 10       | Msida Saint-Joseph (S)  | 24 | 4  | 4 | 16 | 24 | 51 | −27 | 1  | Spadek do Maltese First Division            |     |     |     |     |     |     |     | 1–1 | 3–5 | 3–2 |     |

1. ↑  Valletta została ustawiona jako drużyna gospodarzy w obu meczach rundy mistrzowskiej przeciwko Hibernians z nieznanych powodów; ten mecz był ostatnim z tych dwóch i został umieszczony w tej komórce tabeli ze względów organizacyjnych.
2. ↑  Msida Saint-Joseph odebrano 10 punktów za nieuhonorowanie płatności na rzecz swojego byłego trenera i kilku byłych zawodników[16].

## Baraż o Ligę Europy UEFA
Zespoły Sliema Wanderers i Qormi na koniec sezonu uzbierały po 30 pkt. Dla ustalenia kolejności według zasad ligi rozegrano mecz barażowy.
Sliema Wanderers wygrała 2-0 z Qormi zepewniając sobie miejsce w Lidze Europy UEFA na sezon 2010/2011.
| 1 czerwca 2010 | Qormi | 0:2   | Sliema Wanderers                     |                                                    |
| 19:30          |       | (0:0) | 51' (k) Lucian Dronca · 90+5' (sam.) | Ta’ Qali Stadium, Ta’ Qali Sędzia: Alan Mario Sant |

## Najlepsi strzelcy
| Bramki | Strzelcy                    | Drużyna          |
| ------ | --------------------------- | ---------------- |
| 24     | Camilo                      | Qormi            |
| 20     | Terence Scerri              | Valletta         |
| 17     | Ryan Darmanin               | Floriana         |
| 15     | Sylvano Comvalius           | Birkirkara       |
| 15     | Denni                       | Tarxien Rainbows |
| 15     | Marcelo Pereira             | Ħamrun Spartans  |
| 14     | Michael Galea               | Birkirkara       |
| 13     | Josef Okonkwo               | Dingli Swallows  |
| 13     | Jean Pierre Mifsud Triganza | Sliema Wanderers |
| 12     | Trevor Cilia                | Birkirkara       |
| 12     | Alfred Effiong              | Qormi            |

Źródło: 

## Stadiony
| Ta’ QaliTony BezzinaVictor · Tedesco | Ta’ Qali         | Paola                | Marsa                  |
| Ta’ QaliTony BezzinaVictor · Tedesco | Ta’ Qali Stadium | Tony Bezzina Stadium | Victor Tedesco Stadium |
| Ta’ QaliTony BezzinaVictor · Tedesco |                  |                      |                        |

Źródło: 